# Kaylia Nemour
Kaylia Nemour, född 30 december 2006 i Frankrike, är en algerisk-fransk gymnast som tävlar för Algeriet.

## Biografi
Nemour föddes i Saint-Benoît-la-Forêt, Frankrike, av en fransk mor och en algerisk far. Detta gör att hon har dubbelmedborgarskap.

## Karriär
Nemour växte upp i Frankrike och började träna gymnastik vid fyra års åldern. Som ungdom tävlade hon för Frankrike från 2017 till 2021. Hon nådde åldersgränsen för internationella tävlingar för seniorer år 2022. 
Hon fick genomgå två knäoperationer i slutet av 2021. Efter en tids konvalescens fick hon klartecken att återuppta träningen av sin personliga läkare, men den franska landslagsläkaren var ovillig att göra det samma och tyckte hon skulle vänta längre. Den franska gymnastikförbundet ville också att hon skulle lämna sin klubb och träna i Paris under deras övervakning, men det var inget som hon ville göra. Som ett resultat av allt detta valde Nemour att ändra sin nationalitet för att representera Algeriet från 2022.
Vid världsmästerskapen i artistisk gymnastik 2023 tog hon silver i barr. Vid de afrikanska mästerskapen tog hon guld i mångkamp. Hon vann guld i barr i olympiska spelen 2024 i Paris. Hon blev den första gymnasten från Afrika att vinna en olympisk medalj.